# Az új rokon
Az új rokon (eredeti cím: Az uj rokon) 1934-ben bemutatott fekete-fehér, zenés, romantikus magyar vígjáték Perczel Zita, Delly Ferenc, Gózon Gyula és Kabos Gyula főszereplésével.

## Cselekménye
|  | Alább a cselekmény részletei következnek! |

Esztáry Sándor feleségével (és népes rokonságával), valamint gyerekükkel, Miklóssal, aki a gazdaságot vezeti, vidéki birtokukon élnek. A már amúgy is népes család egy újabb taggal bővül, Sándor bácsi feleségének elhalt testvérének, Sebestyénnek a leánya, Kitty hazatér Amerikából.
Itthon először problémák adódnak az öltözködésével, majd beleszeret Miklósba, aki viszonozza ugyan a szerelmét, de Miklóst szülei a család barátjának, a nagybirtokos Ujváry leányához, Irénhez akarják hozzáadni.
Amint ezt Kitty megtudja Málcsitól, Pestre szökik, és ott a vonaton megismert Sámson főpincérhez megy, hogy táncosnői munkát kérjen tőle. Időközben Sámson mint ügyvéd Esztáry Sándort felvitte Pestre. Ugyanis Tóni néni, Esztáry úr felesége csak akkor engedi el őt, amikor az "adósságát" megy törleszteni. Valójában Sámson lokáljában múlatja el a pénzt havonta egyszer.
Miklós és Málcsi szintén Pestre mennek Sándor bácsi és Kitty után. A hotelben, ahol Sándor bácsi megszállt, megmondták nekik, hogy Esztáry úr melyik lokálban van. Bernáth István, Esztáry úr kártyapartnere is utánuk megy. Ő ugyanis szerelmes Málcsiba. A mulatóban legnagyobb meglepetésükre nemcsak Sándor bácsit találják meg három hölgy társaságában, hanem Kittyt is, aki a színpadon énekel és táncol. Kitty azt hazudja Miklósnak, hogy már régóta abban a lokálban játszik. Ez nagyon elkeseríti Miklóst. Sámsontól tudja meg, hogy Kitty csak aznap lépett fel először. Miklós elcsalja Kittyt a hotelba, ahol Bernáth István, Málcsika, Esztáry Sándor és Sámson várják őket. Így a film végére két szerelmespár is összeházasodik: Esztáry Miklós és Kitty, illetve Bernáth István és Málcsi.
|  | Itt a vége a cselekmény részletezésének! |

## Szereplők
- Perczel Zita – Kitty, amerikai rokon
- Delly Ferenc – Esztáry Miklós, a fiú
- Gózon Gyula – Esztáry Sándor, az apa
- Berky Lili – Tóni néni, Esztáry Sándor felesége
- Gombaszögi Ella – Emma néni, Tóni néni testvére
- Kabos Gyula – Sámson, főpincér
- Turay Ida – Málcsi
- Pethes Sándor – Bernáth István, Málcsi „udvarlója”, Esztáry Sándor kártyapartnere
- Petheő Attila – Ujváry
- Ákos Erzsi – Ujváry Irén
- Vaszary Piri – feketeruhás hölgy
- Makláry Zoltán – kalauz a vonaton

- További szereplők: Zala Karola, Gömöry Vilma, Kőrössy Angela, Pártos Erzsi, E. Molnár László, Berky József, Justh Gyula, Primus István, Kerekes György, Del Adami.